# Joseph Magnin

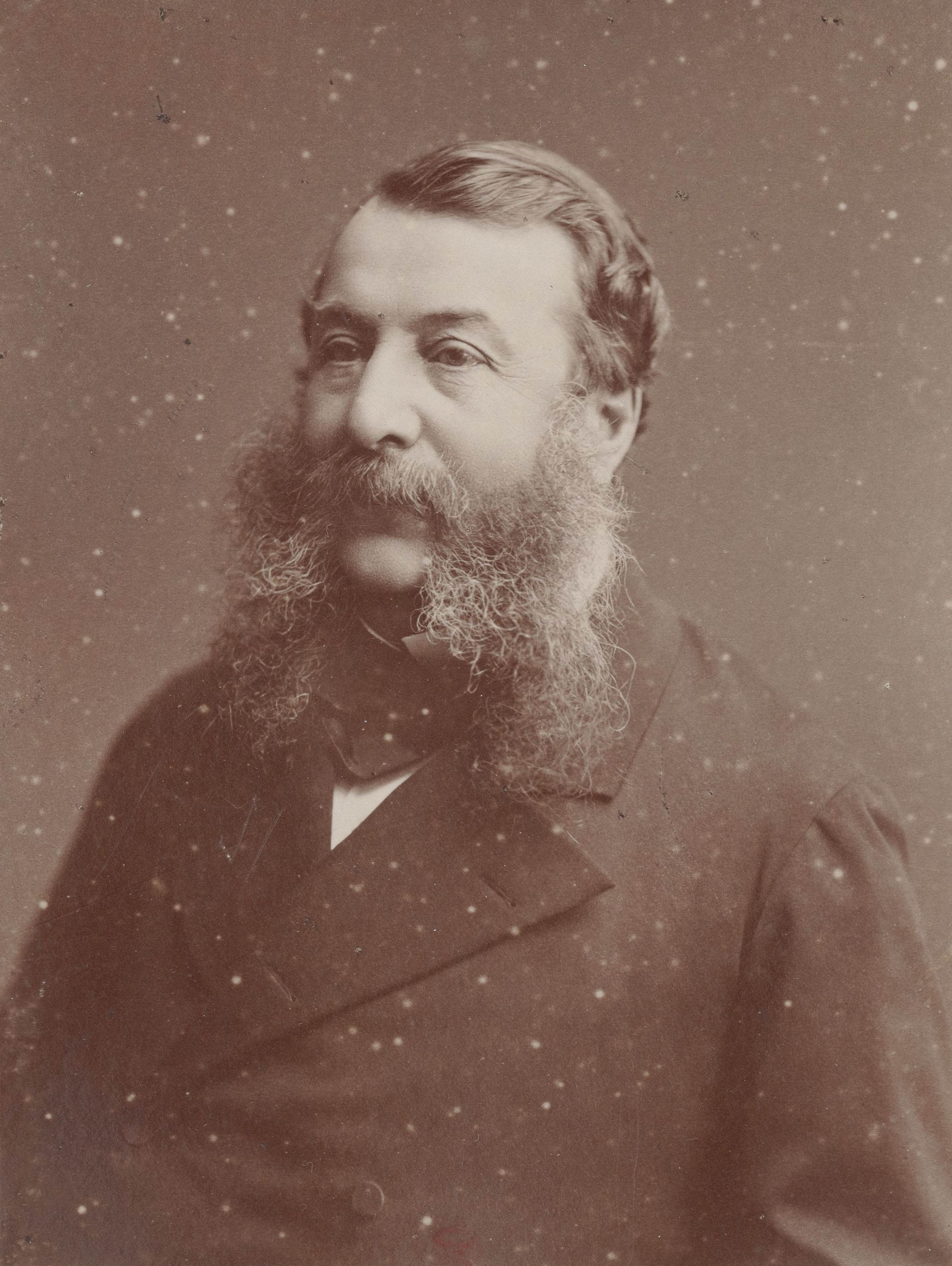
Joseph Magnin

Pierre Joseph Magnin, genannt Joseph Magnin (* 1. Januar 1824 in Dijon; † 22. November 1910 in Paris) war ein französischer Schwerindustrieller und Politiker.

## Leben
Joseph Magnin erbte von seinem Vater, dem Deputierten Jean Hugues Magnin-Philippon (1791–1856), ein großes Eisenwerk und wurde Mitglied der Handelskammer und Präsident des Handelstribunals in seiner Vaterstadt. Ferner war er seit 1861 Generalrat des Départements Côte-d’Or und seit 1865 Stadtrat von Dijon. Am 13. Dezember 1863 wurde er für das Département Côte-d’Or zum Mitglied des Gesetzgebenden Körpers gewählt, in dem er der an Zahl so kleinen Oppositionspartei angehörte. Für diese trat er als Finanzexperte auf. Am Tag des Sturzes Napoleons III. (4. September 1870) übernahm er in der Regierung der nationalen Verteidigung das Handels- und Landwirtschaftsministerium und leitete während der Belagerung von Paris das Verpflegungswesen. Sein Ministeramt legte er im Februar 1871 zurück. Seit dem 7. Februar 1871 Mitglied der Nationalversammlung, seit dem 16. Dezember 1875 als Sénateur inamovible des Senats, gehörte er zur republikanischen Linken.
Am 28. Dezember 1879 übernahm Magnin im ersten Kabinett von Charles de Freycinet das Finanzministerium und behielt dieses auch im Kabinett von Jules Ferry. Mit diesem trat er am 13. November 1881 zurück und wurde fünf Tage später zum Gouverneur der Bank von Frankreich ernannt, welches Amt er bis 1897 ausübte. 1884 wurde er Vizepräsident des Senats. Nach der Ermordung des Staatspräsidenten Marie François Sadi Carnot (25. Juni 1894) trug er dazu bei, dass Jean Casimir-Perier zu dessen Nachfolger gewählt wurde. Anfang 1907 verschlechterte sich sein Gesundheitszustand und er  musste mehrere Monate das Zimmer hüten, ehe er wieder seine Arbeit im Senat aufnehmen konnte. Er starb am 22. November 1910 im Alter von 86 Jahren in Paris.
Seine Kinder Jeanne und Maurice waren die Gründer des Musée Magnin in Dijon.